# Хуануко (регион)
Хуа̀нуко (на испански: Huánuco) е един от 25-те региона на южноамериканската държава Перу. Разположен е в централата част на страната. Хуануко е с площ от 36 848,85 км². Регионът има население от 721 047 жители (по преброяване от октомври 2017 г.).

## Провинции
Хуануко е разделен на 11 провинции, които са съставени от 75 района. Някои от провинциите са:
1. Амбо
2. Дос де Майо
3. Леонсио Прадо
4. Пуерто Инка